# Wereldkampioenschappen zwemmen 2009 – 4×100 meter vrije slag vrouwen
De 4×100 meter vrije slag vrouwen op de Wereldkampioenschappen zwemmen 2009 vond plaats op 26 juli 2009, series en finale. Op dit onderdeel mogen de zwemsters zelf bepalen in welke slag ze de wedstrijd zwemmen (in tegenstelling tot de rugslag-, schoolslag- en vlinderslagnummers), bijna alle zwemsters maken gebruik van de borstcrawl. Omdat het zwembad waarin de wedstrijd gehouden werd 50 meter lang was, bestond de race uit acht baantjes. Na afloop van de series kwalificeerden de acht snelste ploegen zich voor de finale. Titelverdediger was Australië.

## Podium
| Goud                                                                                  | Goud | Zilver                                                           | Zilver | Brons                                                                                 | Brons |
| ------------------------------------------------------------------------------------- | ---- | ---------------------------------------------------------------- | ------ | ------------------------------------------------------------------------------------- | ----- |
| Inge Dekker Ranomi Kromowidjojo Femke Heemskerk Marleen Veldhuis Hinkelien Schreuder* | NED  | Britta Steffen Daniela Samulski Petra Dallmann Daniela Schreiber | GER    | Libby Trickett Marieke Guehrer Shayne Reese Felicity Galvez Sally Foster* Meagen Nay* | AUS   |

(*) Zwemmers van wie de namen schuingedrukt staan zwommen enkel in de series.

## Records
Voorafgaand aan het toernooi waren dit het wereldrecord en het kampioenschapsrecord
| Wereldrecord         | Nederland Inge Dekker Ranomi Kromowidjojo Femke Heemskerk Marleen Veldhuis | 3.33,62 | Eindhoven, Nederland | 18 maart 2008 |
| Kampioenschapsrecord | Australië Libby Lenton Melanie Schlanger Shayne Reese Jodie Henry          | 3.35,48 | Melbourne, Australië | 25 maart 2007 |

## Uitslagen

### Series
| Rang | Serie | Baan | Namen                                                                             | Nationaliteit       | Tijd    | Bijz. |
| ---- | ----- | ---- | --------------------------------------------------------------------------------- | ------------------- | ------- | ----- |
| 1    | 3     | 5    | Britta Steffen Daniela Samulski Petra Dallmann Daniela Schreiber                  | Duitsland           | 3.34,74 | Q, CR |
| 2    | 4     | 4    | Femke Heemskerk Hinkelien Schreuder Inge Dekker Ranomi Kromowidjojo               | Nederland           | 3.34,94 | Q     |
| 3    | 2     | 4    | Sally Foster Marieke Guehrer Shayne Reese Meagen Nay                              | Australië           | 3.35,26 | Q     |
| 4    | 3     | 6    | Therese Alshammar Josefin Lillhage Sarah Sjöström Gabriella Fagundez              | Zweden              | 3.35,31 | Q     |
| 5    | 4     | 5    | Li Zhesi Zhu Qianwei Tang Yi Pang Jiaying                                         | China               | 3.36,85 | Q     |
| 6    | 4     | 3    | Francesca Halsall Caitlin McClatchey Katherine Wyld Amy Smith                     | Verenigd Koninkrijk | 3.37,02 | Q     |
| 7    | 3     | 4    | Julia Smit Kate Dwelley Caitlin Geary Christine Magnuson                          | Verenigde Staten    | 3.37,12 | Q     |
| 8    | 3     | 2    | Eszter Dara Evelyn Verrasztó Ágnes Mutina Katinka Hosszú                          | Hongarije           | 3.37,64 | Q     |
| 9    | 3     | 3    | Victoria Poon Erica Morningstar Geneviève Saumur Heather Maclean                  | Canada              | 3.38,22 |       |
| 10   | 2     | 5    | Aurore Mongel Hanna Shcherba Ophélie-Cyrielle Etienne Malia Metella               | Frankrijk           | 3.38,66 |       |
| 11   | 2     | 3    | Haruka Ueda Hanae Ito Yayoi Matsumoto Misaki Yamaguchi                            | Japan               | 3.38,89 |       |
| 12   | 2     | 6    | Olga Klyuchnikova Victoriya Andreeva Maria Oegolkova Anastasia Aksenova           | Rusland             | 3.40,48 |       |
| 13   | 4     | 6    | Renata Spagnolo Laura Letrari Erica Buratto Silvia di Pietro                      | Italië              | 3.41,07 |       |
| 14   | 3     | 7    | Yulia Khitraya Aleksandra Gerasimenia Svetlana Khokhlova Iryna Niafedava          | Wit-Rusland         | 3.42,52 |       |
| 15   | 4     | 1    | Linda Laihorinne Emilia Pikkarainen Riia-Rosa Koskelainen Hanna-Maria Seppälä     | Finland             | 3.42,98 |       |
| 16   | 2     | 7    | Katarina Listopadova Katarina Filova Miroslava Syllabova Martina Moravcová        | Slowakije           | 3.43,63 |       |
| 17   | 2     | 0    | Nina van Koeckhoven Sascha van den Branden Annelies de Maré Jolien Sysmans        | België              | 3.44,65 | BR    |
| 18   | 2     | 2    | Fiona Doyle Clare Dawson Niamh O'Sullivan Melanie Nocher                          | Iran                | 3.47,21 |       |
| 19   | 4     | 2    | Quah Ting Wen Lim Xiang Qi Amanda Ong Chui Bin Mylene Lynette Lim                 | Singapore           | 3.47,54 |       |
| 20   | 3     | 1    | Alana Dillette Arianna Vanderpool-Wallace Teisha Leightbourne Alicia Leightbourne | Bahama's            | 3.48,34 |       |
| 21   | 4     | 7    | Arlene Semeco Jeserick Pinto Ximena Vilar Yennifer Marquez                        | Venezuela           | 3.49,15 |       |
| 22   | 1     | 5    | Dar'ya Stepanyuk Oksana Serikova Kseniya Grygorenko Daryna Zevina                 | Oekraïne            | 3.49,26 |       |
| 23   | 2     | 1    | Rugile Mileisyte Grite Apanaviciute Raminta Dvariskyte Aiste Dobrovolskaite       | Litouwen            | 3.54,97 |       |
| 24   | 4     | 9    | Nicol Cremona Melinda Sue Micallef Davina Mangion Talisa Pace                     | Malta               | 4.02,99 |       |
| 25   | 4     | 8    | Ma Cheok Mei Tan Chi Yan Fong Man Wai Che Lok In                                  | Macau               | 4.04,75 |       |
| 26   | 3     | 8    | Chittaranja Shubha Murugaperumal Mercy Venpa Pooja Raghava Alva Talasha Prabhu    | India               | 4.12,41 |       |
| 27   | 2     | 8    | Binta Zahra Diop Ouleye Diallo Mareme Faye Khadidiatou Dieng                      | Senegal             | 4.15,42 |       |
| 28   | 1     | 4    | Monica Bernardo Jessika Cossa Faina Salate Gessica Stagno                         | Mozambique          | 4.17,90 |       |
| 29   | 4     | 0    | Sara Abdullahu Reni Jani Debora Keci Rovena Marku                                 | Albanië             | 4.21,23 |       |
| 30   | 3     | 0    | Kiran Khan Aqsa Tariq Rida Mitha Mahnoor Maqsood                                  | Pakistan            | 4.43,01 |       |
| 31   | 1     | 3    | Moira Fraser Kirsten Lapham Kimberley Eeson Nicole Horn                           | Zimbabwe            | DSQ     |       |

### Finale
| Rang   | Baan | Namen                                                                | Nationaliteit       | Tijd    | Bijz. |
| ------ | ---- | -------------------------------------------------------------------- | ------------------- | ------- | ----- |
| Goud   | 5    | Inge Dekker Ranomi Kromowidjojo Femke Heemskerk Marleen Veldhuis     | Nederland           | 3.31,72 | WR    |
| Zilver | 4    | Britta Steffen Daniela Samulski Petra Dallmann Daniela Schreiber     | Duitsland           | 3.31,83 |       |
| Brons  | 3    | Libby Trickett Marieke Guehrer Shayne Reese Felicity Galvez          | Australië           | 3.33,01 |       |
| 4      | 1    | Amanda Weir Dara Torres Christine Magnuson Dana Vollmer              | Verenigde Staten    | 3.35,23 |       |
| 5      | 6    | Therese Alshammar Josefin Lillhage Sarah Sjöström Gabriella Fagundez | Zweden              | 3.35,35 |       |
| 6      | 2    | Li Zhesi Zhu Qianwei Tang Yi Pang Jiaying                            | China               | 3.35,63 |       |
| 7      | 7    | Francesca Halsall Caitlin McClatchey Katherine Wyld Amy Smith        | Verenigd Koninkrijk | 3.36,99 |       |
| 8      | 8    | Eszter Dara Evelyn Verrasztó Ágnes Mutina Katinka Hosszú             | Hongarije           | 3.39,53 |       |